# Mariana Pajón
Pajón  Londoño est un nom espagnol. Le premier nom de famille, en général paternel, est Pajón ; le second, en général maternel, souvent omis, est Londoño.
Mariana Pajón Londoño, née à Medellín (département d'Antioquia) le 10 octobre 1991, est une coureuse cycliste colombienne. Spécialiste du BMX, elle pratique également le cyclisme sur piste depuis 2017. Elle devient championne olympique à Londres après avoir remporté le titre de championne du monde en 2011 dans la catégorie élite dames. En 2016, elle parvient à conserver son titre olympique à Rio de Janeiro. En octobre 2016, son compagnon Vincent Pelluard officialise leur mariage, prévu pour la fin 2017.

## Biographie
La saison 2010-2011 est particulièrement riche pour Mariana puisqu'elle termine au premier rang mondial. Elle a remporté pêle-mêle le championnat du monde, le championnat panaméricain, le championnat latino-américain, le championnat sud-américain, le championnat d'Amérique centrale et des Caraïbes et le championnat national, et ce en l'espace de dix mois. C'est tout naturellement qu'elle est désignée sportive de l'année 2011 en Colombie.
Au mois de juillet 2011, elle remporte le titre mondial élite femmes au Danemark. Après avoir remporté toutes ses manches de qualification, elle arrive au départ de la finale en position de favorite au même titre que la Néo-Zélandaise Sarah Walker. Une autre favorite Shanaze Reade, grand espoir britannique de titre olympique, est absente de la finale après avoir raté son départ en demi-finale. Auteure du meilleur départ, Mariana Pajón contrôle Sarah Walker et remporte la course. C'est son quatorzième titre mondial, dans les différentes catégories d'âge, depuis son premier obtenu à l'âge de neuf ans.
Elle est désignée porte-drapeau de la délégation colombienne aux Jeux panaméricains de 2011, où elle remporte le titre à la fin du mois d'octobre.
En 2012, elle continue sa récolte de lauriers. Au mois de février, elle remporte, le même week-end, deux courses importantes à Oldsmar, Floride. Le samedi, elle devient championne nord-américaine 2012 de BMX et le lendemain, elle gagne les Gator Nationals, ce qui lui rapporte 155 points dans la course à la qualification pour les Jeux Olympiques.
Lors de la première manche de la coupe du monde de BMX 2012 à Chula Vista, Mariana chute sévèrement et se blesse à l'épaule. L'entorse dont elle souffre l'éloigne des pistes pour un mois. Elle doit déclarer forfait pour les deux manches suivantes de la coupe du monde. Elle reprend la compétition lors des Mondiaux de Birmingham, où elle termine vingtième du contre-la-montre et cinquième de la catégorie Élite.
À l'issue de ces derniers, l'UCI clôt le classement par nations, attribuant les places pour les épreuves de BMX aux Jeux olympiques. Grâce aux résultats de ses athlètes, la Fédération colombienne de cyclisme reçoit deux billets pour Londres dans la catégorie masculine et un pour les femmes, qui échoit tout naturellement à Mariana Pajón.
Moins d'un an après l'avoir été aux Jeux panaméricains, Mariana est élue porte-drapeau de la délégation colombienne aux Jeux olympiques de Londres. Elle a obtenu 41,7 % des votes de la population colombienne, invitée à s'exprimer sur internet. Elle a été choisie parmi sept autres candidats. Elle déclare être pleine d'orgueil et honorée par le choix des Colombiens et les en remercie. Lors de l'épreuve de BMX des Jeux, elle remporte les trois manches de la demi-finale et gagne le titre olympique. Elle obtient la seconde médaille d'or, jamais obtenue par la Colombie, après celle de María Isabel Urrutia, aux Jeux de Sydney.
Son exploit est retentissant et dépasse les frontières de la Colombie. Non seulement, elle reçoit de nombreux titres honorifiques dans son pays (comme la Croix de Boyacá) mais elle est élue meilleure sportive féminine d'Amérique Latine et des Caraïbes, lors de la traditionnelle enquête de fin d'année de l'agence de presse officielle cubaine "Prensa Latina".
En juin 2015, elle fait partie des treize cyclistes élus à la Commission des Athlètes au sein de l'UCI.
À l'automne 2017, Mariana Pajón s'essaie à la compétition sur piste. Discipline nouvelle pour elle, Pajón se rend au vélodrome plusieurs fois par semaine pour s'entraîner avec la sélection nationale de vitesse pour l'aider dans sa pratique du BMX mais aussi pour changer de motivation. Bien qu'à l'égal de la route, l'entraînement en vélodrome est fondamental pour le BMX, l'EPM INDER Medellín de Pista est sa première compétition sur piste. Début satisfaisant puisque Mariana fait partie de la sélection nationale aux Jeux bolivariens, en novembre. Non seulement, elle représente la Colombie dans les épreuves de BMX mais aussi en vitesse par équipes sur le vélodrome de Cali. Elle y obtient trois médailles d'or, deux dans sa discipline de prédilection mais aussi celle de la vitesse par équipes.
En mai 2018, elle est victime d'une lourde chute lors de la Coupe du monde de BMX à Papendal, aux Pays-Bas. Opérée des ligaments du genou, elle retrouve la piste en mars 2019 et vise un troisième titre olympique aux Jeux de 2020 à Tokyo. En mai, elle fait son retour en Coupe du monde de BMX et devient championne panaméricaine de BMX.

## Palmarès en BMX

### Jeux olympiques
- Londres 2012

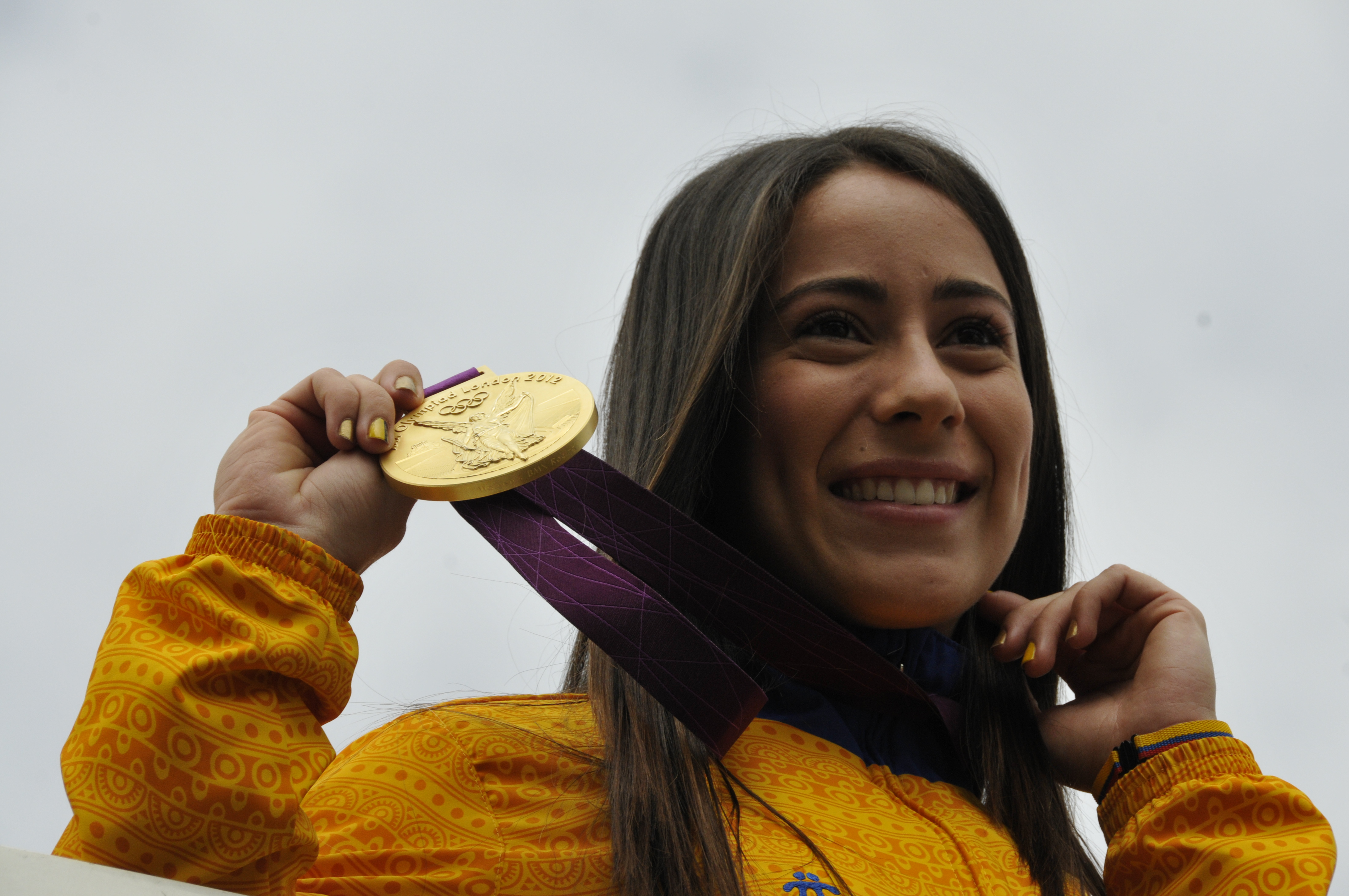
Mariana Pajón après son titre olympique en 2012.

  -  Championne olympique de BMX
- Rio de Janeiro 2016
  -  Championne olympique de BMX
- Tokyo 2020
  -  Médaillée d'argent du BMX
- Paris 2024
  - Neuvième du BMX

### Championnats du monde
- Victoria 2007[20]
  -  Championne du monde de BMX, dans la catégorie des 16 ans
  -  Médaille d'argent du championnat du monde de BMX cruiser, dans la catégorie des 15/16 ans
- Taiyuan 2008
  -  Championne du monde de BMX cruiser juniors
  - 8e du championnat du monde de BMX juniors
- Adélaïde 2009
  -  Championne du monde de BMX juniors
  -  Championne du monde de BMX cruiser juniors
- Pietermaritzburg 2010
  -  Championne du monde de BMX cruiser
- Copenhague 2011
  -  Championne du monde de BMX[21]
  -  Médaillée de bronze du contre-la-montre de BMX[22]
- Birmingham 2012
  - 5e du championnat du monde de BMX[23]
  - 20e du contre-la-montre de BMX[24]
- Auckland 2013
  -  Championne du monde du contre-la-montre de BMX[25]
  - 6e du championnat du monde de BMX[26]
- Rotterdam 2014
  -  Championne du monde de BMX
  -  Médaillée de bronze du contre-la-montre de BMX
- Zolder 2015
  -  Championne du monde du contre-la-montre de BMX
- Medellín 2016
  -  Championne du monde de BMX
  -  Médaillée de bronze du contre-la-montre de BMX
- Rock Hill 2017
  -  Médaillée de bronze du BMX
- Papendal 2021
  - 4e du BMX
- Nantes 2022
  - 5e du BMX
- Glasgow 2023
  - 5e du BMX

### Coupe du monde
- 2009
  - 5e du classement général
  - 2e de la manche de Chula Vista
  - 2e de la manche de Fréjus
- 2010
  - 7e du classement général
  - 3e de la manche de Fréjus
- 2011
  - 3e du classement général
  - 3e de la manche de Chula Vista
- 2013
  - Vainqueur du classement général
  - Vainqueur de la manche de Papendal
  - Vainqueur de la manche de Chula Vista
  - 2e de la manche de Santiago del Estero
- 2014
  - 2e du classement général
  - Vainqueur de la manche de Santiago del Estero
  - Vainqueur de la manche de Chula Vista
- 2015
  - Vainqueur du classement général
  - Vainqueur de la manche de Papendal
  - Vainqueur de la manche de Santiago del Estero
  - Vainqueur de la manche de Rock Hill
- 2016
  - 12e du classement général
  - 2e de la manche de Santiago del Estero
- 2017
  - 2e du classement général
  - Vainqueur de la manche 3 de Heusden-Zolder
  - Vainqueur de la manche 5 de Santiago del Estero
  - Vainqueur de la manche 6 de Santiago del Estero
  - 2e de la manche 2 de Papendal
- 2018
  - 17e du classement général
- 2019
  - 9e du classement général
- 2020
  - 7e du classement général
- 2021
  - Vainqueur du classement général
  - Vainqueur de la manche 1 de Bogota
  - Vainqueur de la manche 2 de Bogota
- 2022
  - 4e du classement général
  - Vainqueur de la manche 4 de Bogota
- 2023
  - 9e du classement général
- 2024
  - 10e du classement général

### Classements mondiaux
- 2008-2009 : huitième au classement junior
- 2009-2010 : cinquième au classement Élite
- 2010-2011 : première au classement Élite
- 2011-2012 : cinquième au classement Élite
- 2013 : première au classement Élite
- 2014 : deuxième au classement Élite
- 2015 : première au classement Élite
- 2016 : deuxième au classement Élite

### Championnats panaméricains
- Quito 2010
  -  Championne panaméricaine de BMX
  -  Championne panaméricaine de BMX cruiser
- Bello 2011
  -  Championne panaméricaine de BMX
- Santiago del Estero 2013
  -  Championne panaméricaine de BMX
- Santiago 2015
  -  Championne panaméricaine de BMX
- Santiago del Estero 2016
  -  Championne panaméricaine de BMX
- Americana 2019
  -  Championne panaméricaine de BMX
- Lima 2021
  -  Championne panaméricaine de BMX
- Santiago del Estero 2022
  -  Championne panaméricaine de BMX
- Bogotá 2024
  -  Championne panaméricaine de BMX

### Jeux panaméricains
- Guadalajara 2011
  -  Médaillée d'or
- Toronto 2015
  - Finaliste (septième)[27]
- Lima 2019
  -  Médaillée d'or
- Santiago 2023
  -  Médaillée d'or

### Jeux d'Amérique centrale et des Caraïbes
- Mayagüez 2010
  -  Médaillée d'or
- Veracruz 2014
  -  Médaillée d'or
- San Salvador 2023
  -  Médaillée d'or

### Jeux sud-américains
- Medellín 2010
  -  Médaillée d'or en 20 pouces
  -  Médaillée d'or en 24 pouces
- Santiago 2014
  -  Médaillée d'or en contre-la-montre BMX
  -  Médaillée d'or en BMX
- Asuncion 2022
  -  Médaillée d'or en BMX

### Jeux bolivariens
- Trujillo 2013
  -  Médaillée d'or en contre-la-montre BMX
  -  Médaillée d'or en BMX
- Santa Marta 2017
  -  Médaillée d'or en contre-la-montre BMX
  -  Médaillée d'or en BMX
- Valledupar 2022
  -  Médaillée d'or en contre-la-montre BMX

### Coupe d'Europe
- 2017 : 5e du classement général, vainqueur d'une manche
- 2023 : 3e du classement général, vainqueur de deux manches

### Championnats de Colombie
- 2011
  -  Championne de Colombie de BMX
- 2013
  -  Championne de Colombie de BMX
- 2014
  -  Championne de Colombie de BMX
- 2015
  -  Championne de Colombie de BMX
- 2016
  -  Championne de Colombie de BMX
- 2017
  -  Championne de Colombie de BMX
- 2019
  -  Championne de Colombie de BMX

## Palmarès sur piste

### Jeux bolivariens
- Santa Marta 2017
  -  Médaillée d'or de la vitesse par équipes (avec Martha Bayona).